# Gubernia smoleńska

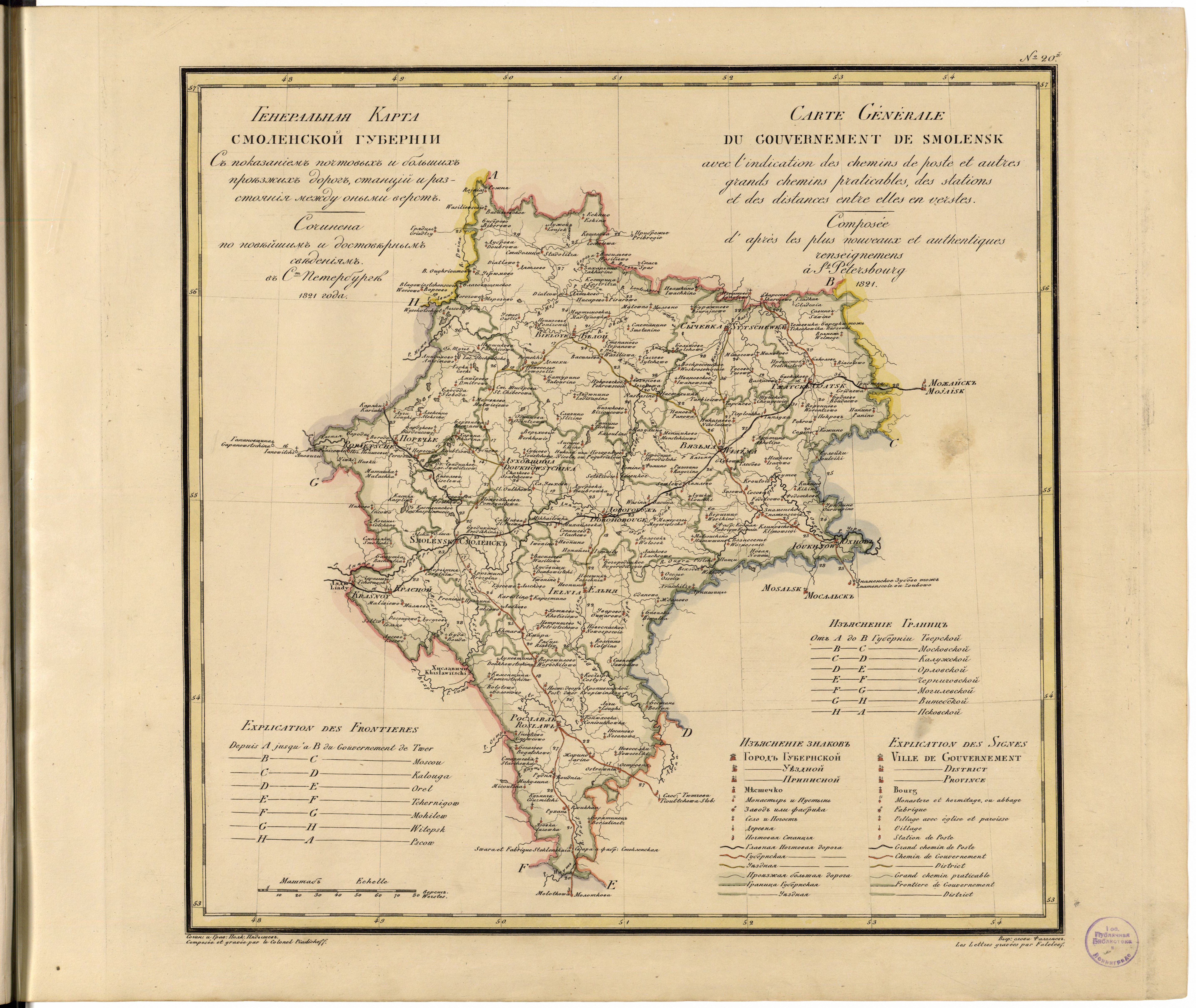
Mapa guberni smoleńskiej 1821

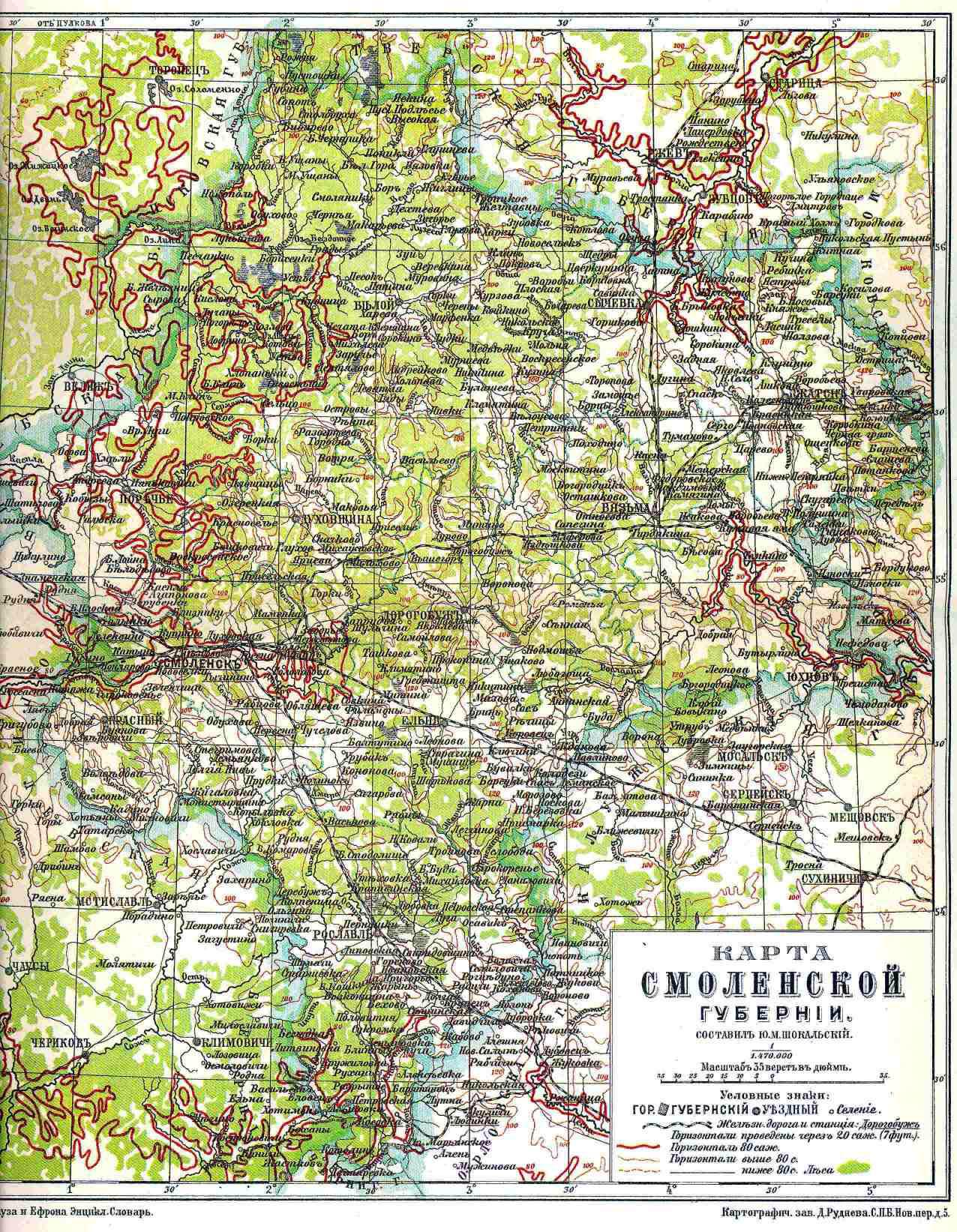
Mapa guberni smoleńskiej

Gubernia smoleńska (ros. Смоленская губерния) – jednostka administracyjna Imperium Rosyjskiego i RFSRR utworzona 18 grudnia?/29 grudnia 1708. 17 lipca?/28 lipca 1713 gubernię smoleńską rozwiązano i jego obszar podzielono pomiędzy gubernie moskiewską i ryską. Ponownie stworzona 1726. W 1775 wraz z częściami guberni moskiewskiej oraz biełgorodzkiej została włączona do namiestnictwa smoleńskiego, od 1796 ponownie gubernia.
Gubernia była położona w europejskiej części Imperium Rosyjskiego, pomiędzy 53°5′ a 56°36′ szerokości geograficznej północnej i 30°9′ a З0°85′ długości geograficznej wschodniej. Graniczyła od północy i północnego wschodu z gubernią twerską, od wschodu z guberniami moskiewską i kałuską, na południowym wschodzie z gubernią orłowską, na południu z gubernią czernihowską, na zachodzie z gubernią mohylewską, na północnym zachodzie z guberniami witebską i pskowską.
Dzieliła się na 12 ujezdów (powiatów), z których Słownik geograficzny Królestwa Polskiego dokładniej opisuje dwa:
- bialski,
- krasnowski.

14 stycznia 1929 gubernię rozwiązano, a jej obszar włączono do obwodu zachodniego.

## Wzmianka z roku 1903
Pod względem administracyjnym dzieli się gub. smoleńska na 12 powiatów: smoleński, bielski, dorohobuski, duchowszczyński, gżacki, jelnieński, juchnowski, kraśniński, porzecki, rosławski, syczewski i wiaziemski. Pod względem historycznym prawie cała przestrzeń dzisiejszej gub. smoleńskiej stanowiła niegdyś siedzibę Krzywiczan, przebywających według Nestora u wierzchowin Wołgi, Dźwiny i Dniepru. W 882 r. przyłączoną. została do ks. kijowskiego. Od czasu podziału ks. kijowskiego przez Jarosława I aż do 1396 r. stanowiła odrębną dzielnicę, poczem zajęta została przez W. ks. litewskiego Witolda. Odtąd ziemia smoleńska stanowi kość niezgody pomiędzy W. ks. litewskiem, a następnie Rzplitą, z jednej, a państwem moskiewskiem, z drugiej strony, aż do 1686 r., w którym Smoleńsk wraz z miastami Dorohobużem, Biełym, Krasnym i Rosławiem ostatecznie został zwrócony Rossyi. Wiaźma przeszła do Rossyi poprzednio już w 1618 r. a Jelnia i Porzecze w 1654 r.; Gżack zaś, Syczewka, Duchowszczyzna i Juchnow należą do miast nowszych. W 1708 r. utworzoną została gub. smoleńska, w skład której weszły, oprócz dzisiejszej guberni, jeszcze część gub. kałuskiej i twerskiej oraz powiat odojewski gub. tulskiej. W 1719 r. zniesiono gub. smoleńską i z miast Smoleńska, Biełego, Wiaźmy, Dorohobuża i Rosławia utworzono prowincyę smoleńską gub. ryskiej, którą w 1726 r. zamieniono znów na gubernię. W 1775 r. utworzono namiestnictwo smoleńskie, w skład którego. oprócz powyżej wymienionych miast, weszły jeszcze: Porzecze, Jelnia, Syczewka, Kaspla, Krasne, Ruposowo i Gżack. 'W 1777 r. zamiast Kaspli i Ruposowa przeznaczono na miasta powiatowe Juchnów i Duchowszczyznę. W 1796 r. namiestnictwo smoleńskie przemianowano na gubernię. W 1812 r. cała gubernia, z wyjątkiem pow. bielskiego, wiele ucierpiała od przejścia armii francuskiej. Szkody poniesione wówczas w dobytku i nieruchomościach, nie licząc bydła, obliczono na 74,373 mln rubli assygn. Z opisów guberni ważniejsze:
Cebrikowa, Smolenskaja gub. (Petersburg, 1862 r.);
Szestakowa, Geografia smolenskoj gub. (Pamiat. kniżka na 1857 r.);
Stiernskanc, „Wojen.-stat. obozr. smolenskoj gub. (1852 r.) i w. in.
J. Krz

## Demografia

### Struktura etniczna i językowa
Gubernia smoleńska w XIX wieku była w znacznym stopniu zamieszkana przez Białorusinów. Według spisu z 1857 roku język białoruski jako ojczysty deklarowało wówczas 46,7% mieszkańców guberni. W połowie XIX wieku ludność narodowości białoruskiej stanowiła większość w powiatach: smoleńskim (90,5%), krasneńskim (95,4%), rosławskim (94,7%), jelnickim (84,7%), duchowszczyńskim (78,7%), porzeckim (82,9%) i dorohobuskim (66,0%). Po upadku powstania styczniowego prowadzona przez władze carskie wzmożona rusyfikacja szkolnictwa i życia cerkiewnego doprowadziła do znacznych zmian w tym zakresie. Spis z 1897 roku wykazał ośmiokrotny spadek liczby mówiących po białorusku w porównaniu ze spisem z 1857 roku.

### Ludność guberni według deklarowanego języka ojczystego w ujezdach 1897
Według pierwszego spisu powszechnego Imperium Rosyjskiego 1897 gubernię smoleńską zamieszkiwało 1 525 279 ludzi.
| Ujezdy           | Rosjanie | Białorusini | Żydzi | Polacy |
| ---------------- | -------- | ----------- | ----- | ------ |
| Gubernia łącznie | 91,6%    | 6,6%        | …     | …      |
| Bielski          | 99,0%    | …           | …     | …      |
| Wiaziemski       | 98,3%    | …           | …     | …      |
| Gżacki           | 99,2%    | …           | …     | …      |
| Dorohobuski      | 99,4%    | …           | …     | …      |
| Duchowszczyński  | 98,3%    | …           | …     | …      |
| Jelnicki         | 96,7%    | 2,7%        | …     | …      |
| Krasninski       | 8,7%     | 90,0%       | …     | …      |
| Poczerski        | 97,0%    | 1,1%        | …     | …      |
| Rosławlski       | 97,8%    | …           | 1,3%  | …      |
| Smoleński        | 91,1%    | 1,2%        | 3,1%  | 2,6%   |
| Syczewski        | 99,7%    | …           | …     | …      |
| Juchnowski       | 98,8%    | …           | …     | …      |